# Saint-Didier-de-Bizonnes
Saint-Didier-de-Bizonnes ist eine französische Gemeinde mit 330 Einwohnern (Stand: 1. Januar 2022) im Département Isère in der Region Auvergne-Rhône-Alpes. Saint-Didier-de-Bizonnes gehört zum Arrondissement La Tour-du-Pin und zum Kanton Le Grand-Lemps.

## Geographie
Saint-Didier-de-Bizonnes liegt etwa 42 Kilometer nordwestlich von Grenoble. Umgeben wird Saint-Didier-de-Bizonnes von den Nachbargemeinden Belmont im Norden und Nordosten, Bizonnes im Osten und Südosten, Eydoche im Süden sowie Flachères im Westen.

## Bevölkerungsentwicklung
| Jahr                       | 1962 | 1968 | 1975 | 1982 | 1990 | 1999 | 2006 | 2013 |
| -------------------------- | ---- | ---- | ---- | ---- | ---- | ---- | ---- | ---- |
| Einwohner                  | 208  | 181  | 170  | 147  | 175  | 208  | 240  | 296  |
| Quellen: Cassini und INSEE |      |      |      |      |      |      |      |      |